# The Way You Make Me Feel

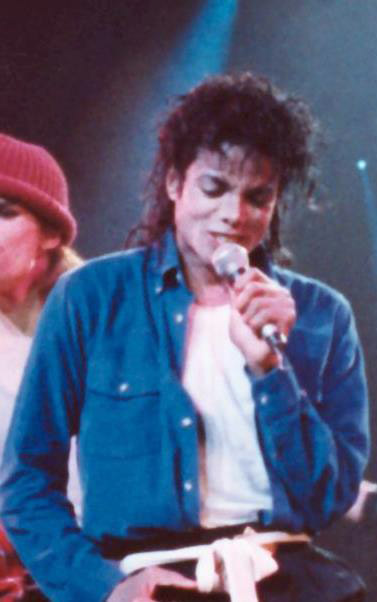
Michael Jackson wykonujący The Way You Make Me Feel

The Way You Make Me Feel – singel Michaela Jacksona z albumu Bad. Był to trzeci singel z tego albumu, który stał się numerem 1|1||na amerykańskiej liście Billboardu. Wielokrotnie wykonywany na koncertach artysty, jednak najsłynniejsze wykonanie miało miejsce na uroczystości Grammy Awards w 1988 r.
W 2001 r. miało miejsce równie słynne wykonanie tego utworu w Madison Square Garden w Nowym Jorku, w którym wzięła udział piosenkarka Britney Spears.

## Utwór na listach w Stanach Zjednoczonych
"The Way You Make Me Feel" zadebiutowało na miejscu 44 21 listopada 1987 roku, dochodząc do numeru pierwszego w dziesiątym tygodniu, 23 stycznia 1988 i spędzając na tym miejscu jeden tydzień. W pierwszej dziesiątce singel spędził 6 tygodni.

## Teledysk
Teledysk przedstawia Michaela Jacksona i aktorkę Tatianę Thumbtzen na ulicy. Jackson uwodzi kobietę tańcem i wyznaje jej miłość po tym, jak starszy mężczyzna przekonuje go, aby nie próbował być jak inni, tylko był sobą. Znane są dwie wersje teledysku – wersja zwykła trwająca 6:43 oraz wersja pełna trwająca około 9 minut. W teledysku występuje La Toya Jackson, siostra Michaela Jacksona.

## Covery
Utwór został nagrany przez Paula Ankę w 2005 roku i zamieszczony na albumie Rock Swings. Duet australijski Shakaya nagrał również swoją wersję utworu w 2003 roku.

## Lista utworów

### Singel brytyjski
singel 7"
| 1. | "The Way You Make Me Feel" (7" version)   | 4:26  |
|    |                                           |       |
| 2. | "The Way You Make Me Feel" (Instrumental) | 4:26  |
|    |                                           |       |
|    |                                           | 08:52 |
|    |                                           |       |
singel 12"
| 1. | "The Way You Make Me Feel" (Extended Dance Mix) | 7:53  |
|    |                                                 |       |
| 2. | "The Way You Make Me Feel" (Dub version)        | 5:06  |
|    |                                                 |       |
| 3. | "The Way You Make Me Feel" (A cappella)         | 4:30  |
|    |                                                 |       |
|    |                                                 | 17:29 |
|    |                                                 |       |

### Visionary
CD
| 1. | "The Way You Make Me Feel" (7" version)         | 4:26  |
|    |                                                 |       |
| 2. | "The Way You Make Me Feel" (Extended Dance Mix) | 7:53  |
|    |                                                 |       |
|    |                                                 | 12:19 |
|    |                                                 |       |
DVD
1. "The Way You Make Me Feel" (Music video)

### Wersja Shakaya
| 1. | "The Way You Make Me Feel"                     | 3:50  |
|    |                                                |       |
| 2. | "The Way You Make Me Feel (Keepin' It Real)"   | 3:54  |
|    |                                                |       |
| 3. | "The Way You Make Me Feel" (extended club mix) | 6:08  |
|    |                                                |       |
| 4. | "Them Other Ladies"                            | 3:38  |
|    |                                                |       |
| 5. | "It's a Party"                                 | 3:16  |
|    |                                                |       |
|    |                                                | 20:46 |
|    |                                                |       |

## Informacje szczegółowe
- Słowa i muzyka: Michael Jackson
- Wokale: Michael Jackson
- Perkusja: John Robinson
- Strojenie perkusji: Douglas Getschal
- Saksofony: Kim Hutchcroft i Larry Williams
- Trąbki: Gary Grant i Jerry Hey
- Instrumenty perkusyjne: Ollie E. Brown i Paulinho Da Costa
- Synclavier i pstrykanie palcami: Christopher Currell
- Syntezatory: John Barnes, Michael Boddicker i Greg Phillinganes
- Programowanie syntezatorów: Larry Williams
- Aranżacja: Michael Jackson
- Aranżacja instrumentów dętych: Jerry Hey